# Belvedere Schöne Höhe

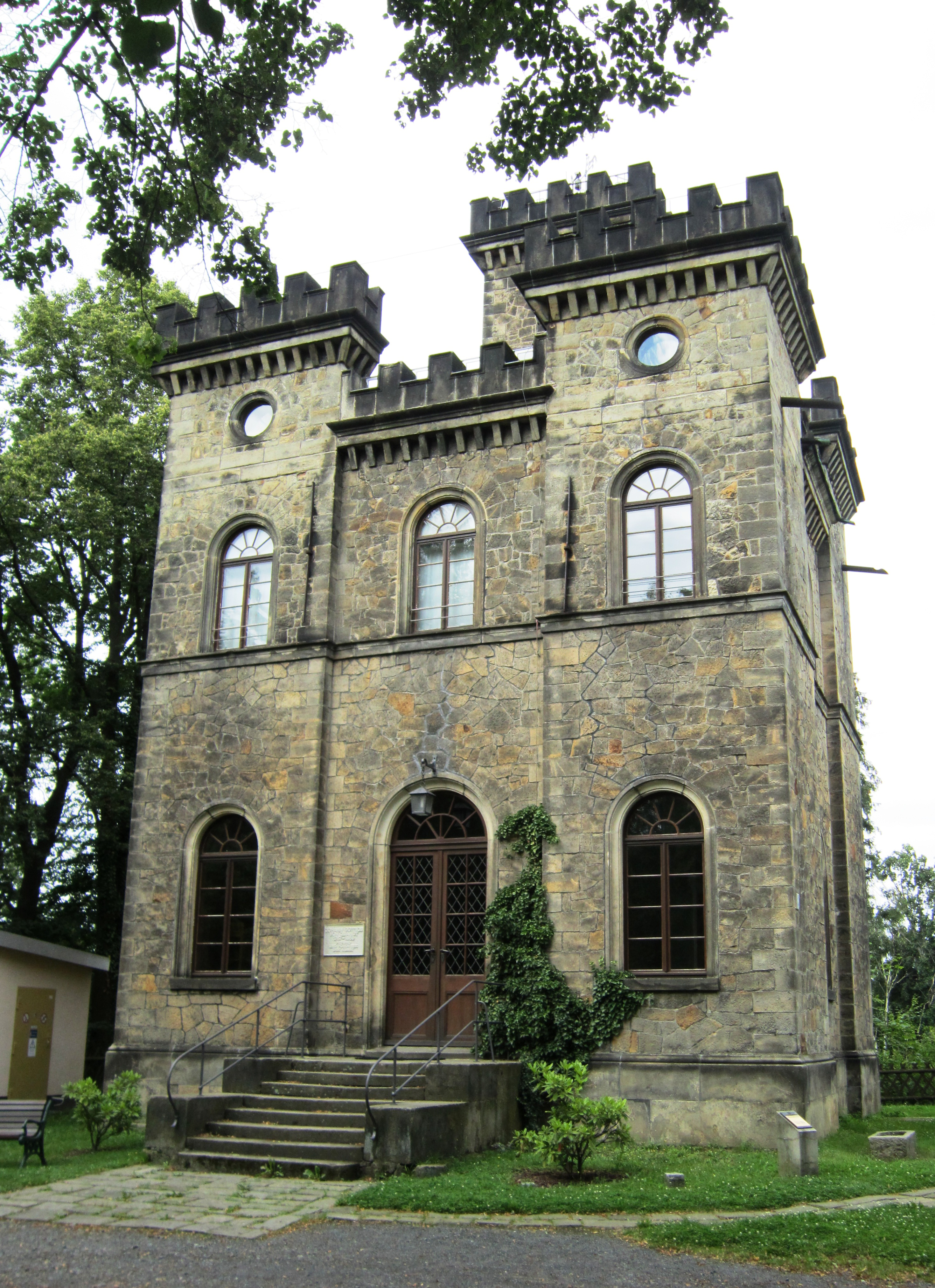
Belvedere Schöne Höhe

Belvedere Schöne Höhe, het torenachtig kasteel (met Belvedère) in het Duitse dorp Elbersdorf, werd gebouwd in 1831-1833 in opdracht van de landgoedeigenaar Johann Gottlob von Quandt.
In 1925 werd het kasteel verkocht aan de stad Dresden. In 1997 werd het overgedragen aan de gemeente Dürrröhrsdorf-Dittersbach, waar het op een berg met een wijd uitzicht ligt, waarna het werd gerestaureerd. Het in 1836 aangelegde kasteelpark is slechts ten dele behouden gebleven.